# История евреев в Белой Церкви

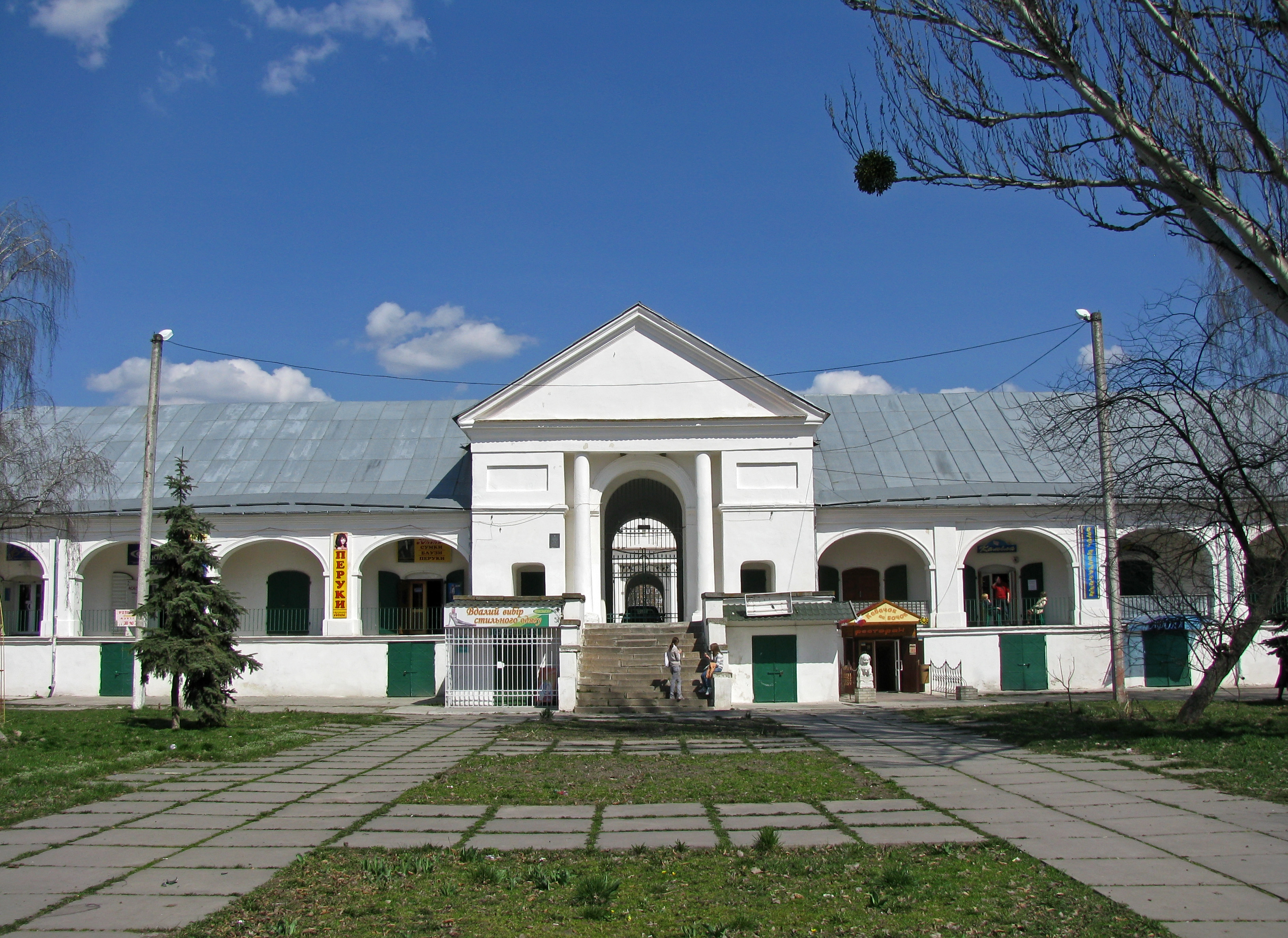
Торговые ряды (БРУМ) на Торговой площади

Евреи в Белой Церкви поселились ещё в XVI веке. Это были преимущественно мелкие торговцы. В 1648 году значительная часть еврейской общины города была истреблена или изгнана казаками Хмельницкого.
Впоследствии еврейская община Белой Церкви постепенно восстановила своё существование.
Спасением для местной экономики стало заключение в 1806 году Браницкими (тогдашними собственниками города) договора с еврейской общиной, которой дали разрешение на поселение и строительство в городе. Именно Браницкие легализовали их пребывание в городе и даже построили для евреев в центре города Торговые ряды на 85 магазинов.
Евреи оживили торговую и ремесленную жизнь Белой Церкви. Она стала важным транспортным узлом, через который проходили многочисленные правительственные, военные, почтовые эстафеты и купеческие караваны.
Центром еврейской жизни города стала Торговая площадь с Торговыми рядами. Вокруг площади в XIX и начале XX века вырос целый еврейский квартал.
Браницкие сдавали Торговые ряды, как и земли вокруг Торговой площади и на ближайших улицах, в аренду. Кроме того, с еврейской общиной собственники города вели финансовые дела (часто в значительных масштабах). Еврейская община Белой Церкви росла. На конец XIX века в городе проживало 18 720 евреев (52,9 % от всего населения города). В начале XX века число евреев ещё увеличилось. Впоследствии начался обратный процесс: погромы во время Гражданской войны и почти полное уничтожение во время Холокоста.
Согласно переписи населения 1989 года в Белой Церкви проживало 3823 еврея. А согласно переписи 2001 года их в городе осталось лишь 150. Но наследие евреи оставили Белой Церкви достаточно значительное: это и здания синагог, и жилые дома, и магазины, и школы, и больницы. До 1941 года еврейское местечко было значительно богаче архитектурно и гармоничнее, но беспощадные бомбардировки города во время Второй мировой войны лишили Белую Церковь большей части зданий.
На Торговой площади расположен большой еврейский отель, сооружённый в XIX веке. Сейчас здесь находятся несколько учреждений, и жилая часть.
Вокруг Торговой площади сохранилось немало сооружений, таблички на которых свидетельствуют о том, что это памятники архитектуры, бывшие жилые дома. Хотя некоторые из них по своей архитектуре и декору напоминают синагоги.